# Spirydon (Hołowastow)
Spirydon, imię świeckie Serhij Hołowastow (ur. 24 kwietnia 1975 w Dniepropetrowsku) – biskup Ukraińskiego Kościoła Prawosławnego Patriarchatu Moskiewskiego.

## Życiorys
Dzieciństwo spędził w Dimitrowie. W 1992 r., po ukończeniu szkoły średniej, podjął naukę w seminarium duchownym w Odessie. Jako jego słuchacz, 17 września 1993 r. przyjął święcenia diakońskie z rąk biskupa donieckiego i słowiańskiego Hipolita, zaś 30 września 1993 r. został przez niego wyświęcony na kapłana, z równoczesnym skierowaniem do służby duszpasterskiej w cerkwi św. Mikołaja w Krasnoarmiejsku. Od 1994 r. do 1996 r. służył w cerkwi Opieki Matki Bożej w Hriszynie. 16 sierpnia 1996 r. złożył wieczyste śluby mnisze w ławrze Świętogórskiej, przed jej przełożonym archimandrytą Arseniuszem, przyjmując imię zakonne Spirydon na cześć świętego biskupa Spirydona z Tremituntu. Rok później ukończył naukę w seminarium.
Od 2000 r. do 2012 r. służył w cerkwi św. Dymitra w Dimitrowie, następnie w cerkwi św. Wiktora w tym samym mieście, zaś od 2006 r. był także dziekanem miejscowego dekanatu (od 2016 r., w związku ze zmianą nazwy miasta – dekanatu myrnohradskiego).
W 2018 r. został nominowany na biskupa dobropolskiego, wikariusza eparchii gorłowskiej. Jego chirotonia biskupia odbyła się 17 czerwca 2018 r. w Pustelni Gołosiejewskiej w Kijowie pod przewodnictwem metropolity kijowskiego i całej Ukrainy Onufrego.